# Régis Garrault
Régis Garrault est un footballeur professionnel français né le 20 mars 1968 à Rennes. Il évolue au poste d'attaquant de 1988 à 1999.

## Biographie
Régis Garrault est formé au Stade rennais puis au Stade lavallois. En 1988 il est prêté pour un an au Mans UC 72.
Au cours de sa carrière professionnelle, il dispute 230 matchs dans le championnat de France de Division 2 en évoluant dans trois clubs : le MUC 72, La Berrichonne de Châteauroux et le Stade poitevin.
Il joue ensuite à l'étranger, d'abord dans le championnat arménien, avant de mettre un terme à sa carrière après avoir porté les couleurs du club anglais de Walsall.
Depuis 1999 il travaille à l'UNFP, où il est directeur des partenariats et des événements.

## Palmarès
- Champion de France de Division 2 en 1997 avec Châteauroux